# Toaras
Los toaras son un reducido pueblo indígena de la Puna de la provincia de Jujuy en Argentina, que forma parte del conjunto cultural kolla. Están agrupados en el departamento de Cochinoca en la comunidad de Tabladitas, situada a 9 km al este de Abra Pampa.
Tanto en la Encuesta Complementaria de Pueblos Indígenas 2004-2005 como en el Censo Nacional de Población, Hogares y Viviendas 2010 los toaras se autodefinieron como kollas, pero luego decidieron tomar una identidad indígena propia separada del pueblo kolla sobre la base de la transmisión oral de sus ancestros y de un documento de 1878 conservado en la capilla de Tabladitas.
De acuerdo a la transmisión oral los toaras originales habrían sido un pueblo rival de sus vecinos cochinocas, siendo Toara el nombre del pueblo que se ubicaba en la actual Tabladitas y que aparece mencionado en la Merced de la Quebrada de la Leña de 1655: ...y de allí al pueblo viejo de Toara y por su cordillera y vertientes, hasta volver y llegar a la dicha Quebrada de la Leña con todas las aguas... El nombre Tovara aparece en una merced aún más antigua, la de Francisco de Argañaraz y Murguía de 1594: ...las tierras que caen desde la Pampas de Quiera hacia Cochinoca y Tiute, y Tovara Ychira.
La provincia de Jujuy reconoció la personería jurídica a la Comunidad Aborigen de Tabladitas, pueblo toara inscribiéndola en el Registro de Comunidades Aborígenes como kolla y el 21 de diciembre de 2006 le fueron reconocidas 663 ha 8000,97 m² en propiedad comunitaria mediante el Programa de Regularización y Adjudicación de Tierras a la Población Aborigen de la Provincia de Jujuy. Los toaras no tienen representación en el Instituto Nacional de Asuntos Indígenas. 